# Camp d'extermination de Stara Gradiška
Le camp de concentration de Stara Gradiška était un camp de concentration et un camp d'extermination créé par le régime des Oustachis dans l'État indépendant de Croatie (NDH) pendant la Seconde Guerre mondiale. Le camp de Stara Gradiška, initialement une forteresse, est un camp d'extermination pour femmes et enfants ouvert à l'automne 1941, où tous les détenus seront tués de manière féroce. 660 femmes atteinte de typhus et de dysenterie y seront massacrées en une journée. Lorsque les troupes de Tito libèrent le camp le 25 avril 1945, les Partisans yougoslaves y trouvèrent seulement 6 survivants cachés dans un puits. En quatre ans 75 000 personnes y furent assassinées.